# Reliefsphäre
Die Reliefsphäre ist eine natürliche Erdsphäre. Sie umfasst die Gesamtheit der festen Oberflächenformen des Planeten Erde – also seine Oberflächengestalt, sein Relief. Ein modernes Synonym für Reliefsphäre lautet Toposphäre. Ältere Synonyme heißen Geomorphosphäre und selten Morphosphäre.

## Begriff

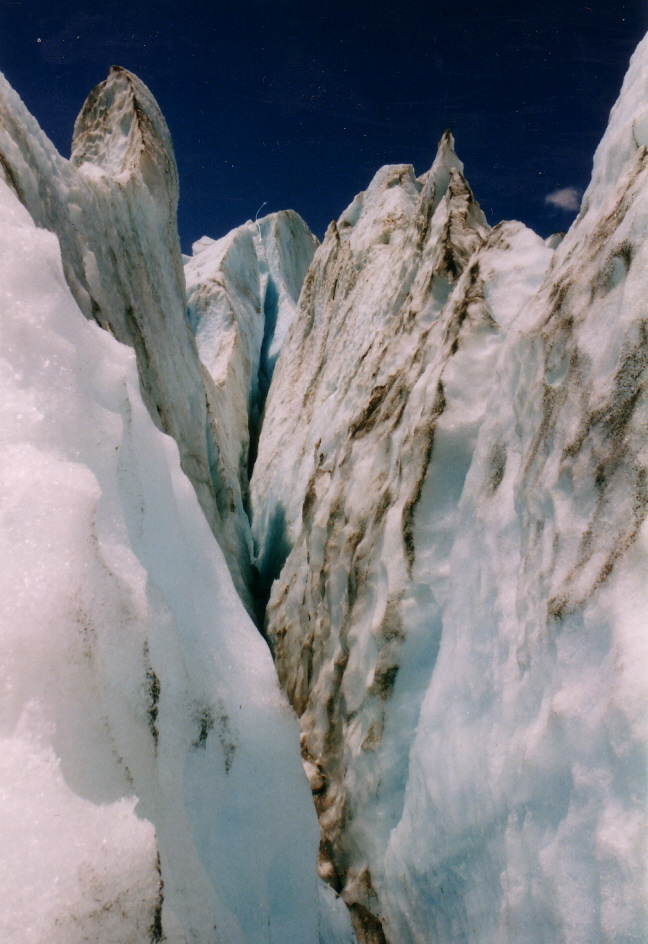
Auch die Oberflächenformen von Gletschereis gehören zur Reliefsphäre.

Die Reliefsphäre wurde 1969 den Geowissenschaften vorgestellt durch den deutschen Geographen Julius Büdel (1903–1983). Sie stellt den Versuch dar, die Vielfalt der Oberflächenformen der Erde in einem übergreifenden Begriff zu fassen:

„Die Wissenschaft der Geomorphologie untersucht das ‚Relief‘ (Oberflächengestalt, Geländeformen, Formenschatz, Formenbild), das als vielgestaltige Grenzfläche die feste Erdkruste unserer Erde (Gesteinshülle, Lithosphäre) nach außen umfasst. In ihrer Gesamtheit nennen wir diese Grenzfläche die Reliefsphäre. Sie ist ein eigenständiges Gebilde von sehr verschiedenartiger Ausformung als Berg und Tal, Gebirge und Hügelland, Hängen jeder Gestaltung und weiten Ebenheiten mit einem bunten Wechsel von Kleinformen.“

Aus dem eben wieder gegebenen Zitat wird allerdings nicht sehr deutlich, was unter der Reliefsphäre genau verstanden werden soll. Ob in ihr eine ganz eigenständige natürliche Erdsphäre zu sehen ist oder ob bloß der am Relief beteiligte, obere Rand der Lithosphäre zusätzlich noch als Reliefsphäre ausgesondert werden kann. Weitere Äußerungen scheinen die Reliefsphäre sogar vollständig von der Lithosphäre scheiden zu wollen:

„Mit diesem Grundzug [der Modellierung durch exogene (außenbürtige) Prozesse] unterscheidet sich die Reliefsphäre entscheidend von der ‚Lithosphäre‘ … die ihre Entstehung vornehmlich endogenen (innenbürtigen) Einflüssen … verdankt.
[Feste Dauerspuren von Zuständen während früherer Erdzeiten] bewahrt nur die feste Erdkruste mit ihren beiden Teilschalen: der ihre innere Struktur bestimmenden Lithosphäre und der ihre Oberflächengestalt beherrschenden und stets neu umgestaltenden Reliefsphäre.“

Die Reliefsphäre kann jedoch auch noch gänzlich anders aufgefasst werden. Nämlich ausschließlich als Gesamtheit der Reliefformen – eben wirklich nur als „vielgestaltige Grenzfläche der Erdkruste“. Diese alternative Auffassung geht besonders klar aus einer veranschaulichenden Abbildung hervor, die ebenfalls von Julius Büdel stammt. Es war diese Sicht auf die Reliefsphäre, die sich mehrheitlich durchsetzen sollte:

„Um Rahmen der Geosphären begrenzt BÜDEL eine selbstständige Reliefsphäre. Mit dieser Auffassung kann man einverstanden sein, man muss nur im Sinne haben, dass das Relief eine immaterielle Größe ist; materiell ist der Träger, d. h. die Erdkruste.“

Julius Büdel sah in der Reliefsphäre ein Etwas, das tatsächlich in der naturwissenschaftlichen Realität vorhanden ist. Sie war seiner Ansicht nach sogar das zentrale naturwissenschaftliche Forschungsobjekt der Geomorphologie. Im Anschluss an ihre Begriffsprägung hat die Reliefsphäre jedoch keine sonderlich weite Verbreitung im geowissenschaftlichen Schrifttum erfahren. Dennoch wird die Reliefsphäre zumindest gelegentlich von Geowissenschaftlern erwähnt. Darüber hinaus hat sie es sogar in Bildungspläne für deutsche Gymnasien geschafft.

## Inhalt und Umfang

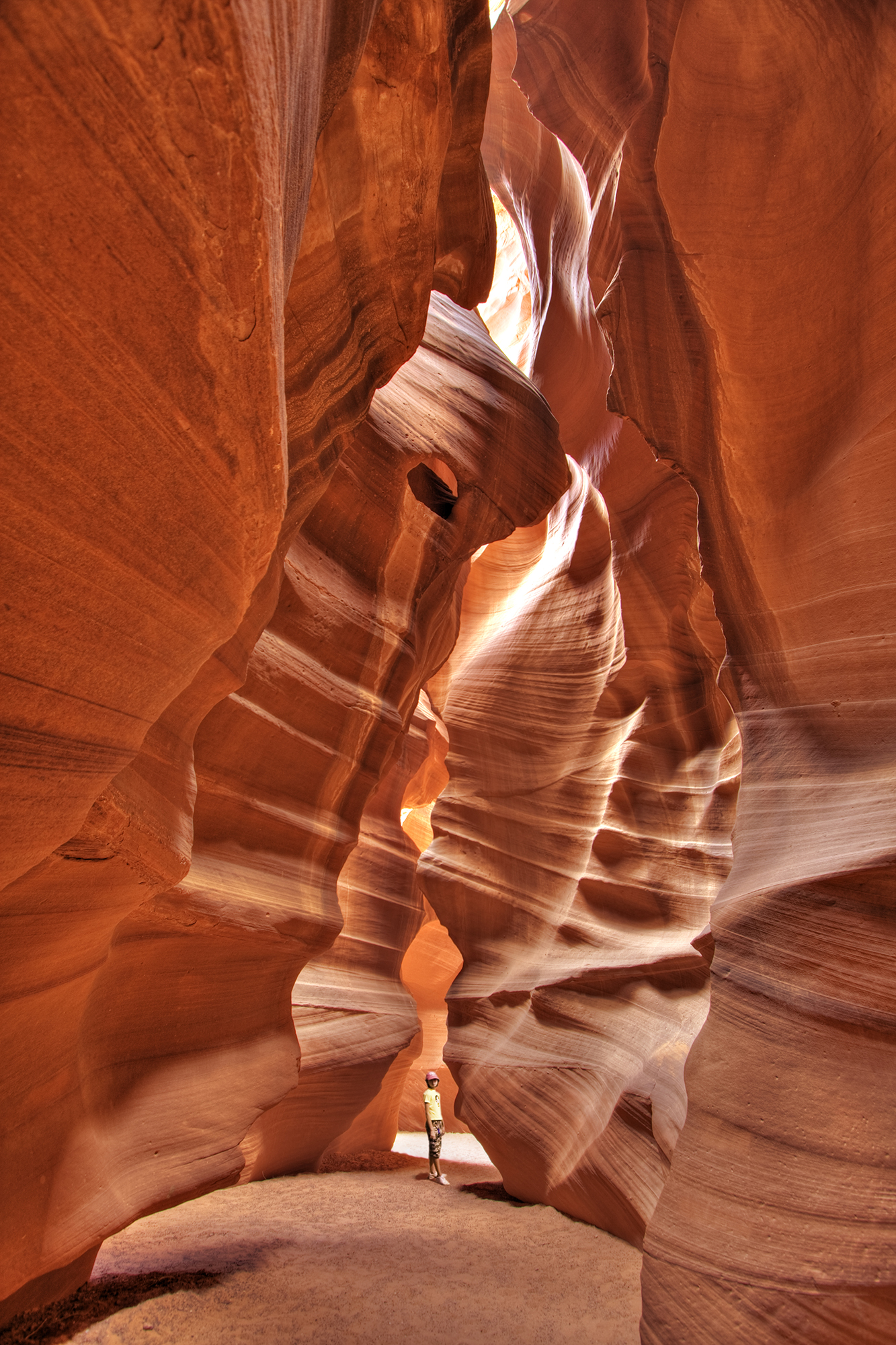
Antelope Canyon: Der rote Sandstein aus der Moenkopi-Formation stellt Morphostrukturen, die durch Sturzfluten zu den hier sichtbaren Morphoskulpturen modelliert werden. Der direkt anstehende Sandstein fungiert als Reliefträger dieses Ausschnitts der Reliefsphäre.

Die Reliefsphäre umfasst das ganze Relief der Erde – also alle Oberflächengestalten, Geländeformen, Formenbilder, den vollständigen Formenschatz. Überall auf der Erde wird das Relief gestaltet durch Zusammenwirken von innenbürtigen (endogenen) und außenbürtigen (exogenen) Einflüssen. Das gilt sowohl für terrestrische Erdoberflächen als auch für feste Oberflächen am Grund der Meere und Gletscher:

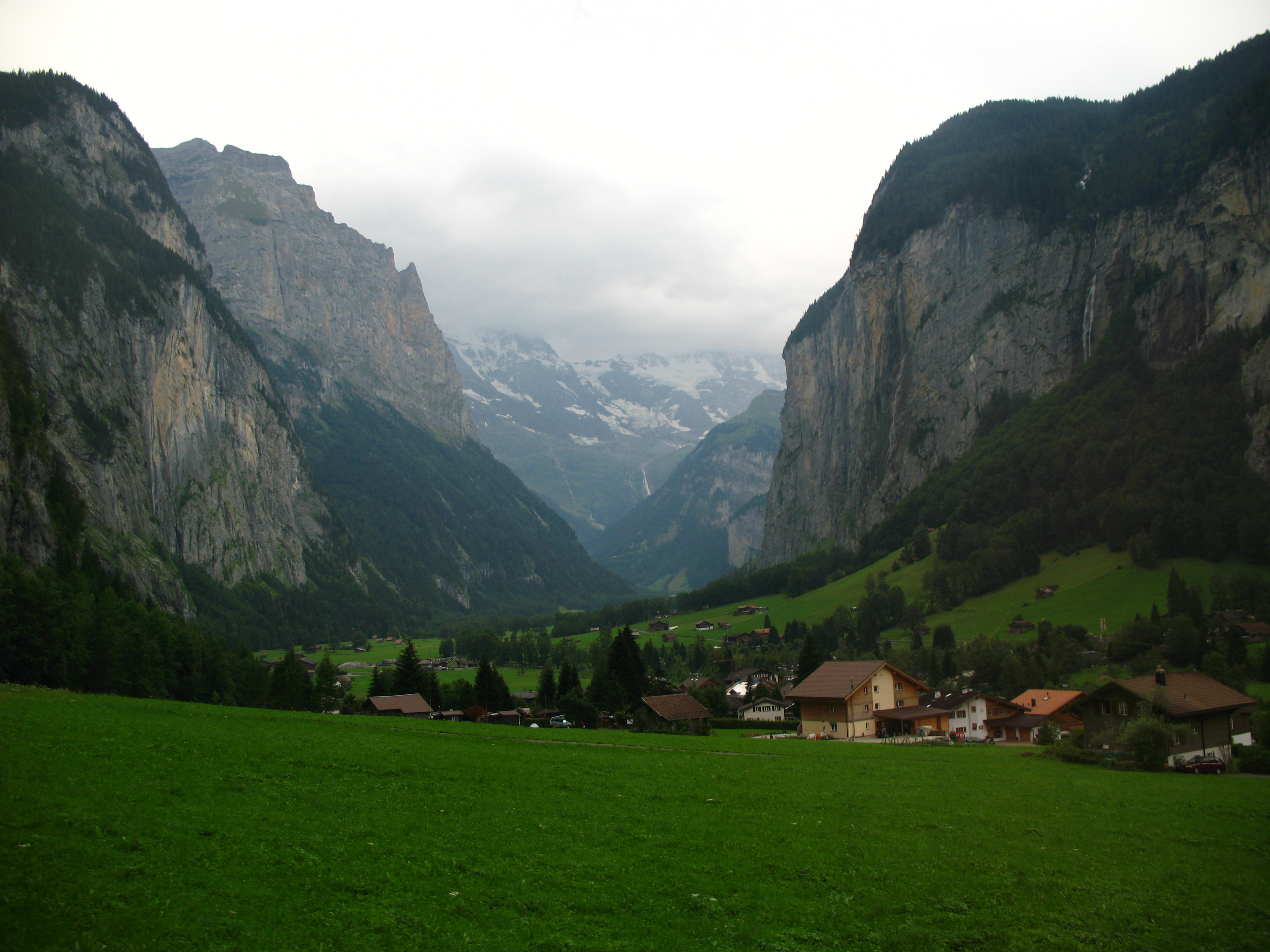
Lauterbrunnental: Das Relief wird vor allem durch das anstehende Gestein bestimmt. Talböden mildern bloß die schraffen Konturen. Insgesamt folgt die Oberflächenform dieses typischen Trogtals vor allem der dort anstehenden Lithosphäre.

Die Anfänge jedes irdischen Oberflächenreliefs, die Anfänge der Reliefsphäre, liegen in den rohen Objekten des feste(re)n Untergrunds – in den Morphostrukturen. Morphostrukturen bestehen häufig aus Gestein. Steinerne Morphostrukturen wurden durch endogene Vorgänge geschaffen (Magmatite) oder in ihrer mineralischen Zusammensetzung verändert (Metamorphite) oder zumindest gehoben (wieder gehobene Sedimentite). Gelangen diese endogen gestalteten und/oder bewegten Gesteine an die feste Oberfläche der Erde, werden sie zum Ausgangspunkt der Reliefbildung. Sie werden zu endogenen Rohformen. Die Energie für die endogen betriebene Ausbildung der Morphostrukturen stammt letztlich aus dem heißen Erdinnern.
Andere Gesteine der irdischen Oberfläche wurden durch Ablagerung angehäuft, blieben danach aber in der Nähe der Oberfläche. Sie gingen also niemals durch endogene Hebungsvorgänge. Derlei Sedimentite haben demzufolge rein exogene Ursprünge: Sie blieben ständig in Oberflächennähe, nachdem sie durch Wind, Gletscher und Gewässer abgelagert worden waren. Neben den steinernen Morphostrukturen besteht ein Teil der festen irdischen Oberfläche noch aus anderen harten Materialien, aus Gletschereis und aus seiner Vorstufe, dem Firn. Gletschereis und Firn entstehen durch die Akkumulation und Kompression von Schnee. Zusammen mit jenen zuletzt angesprochenen Sedimentiten stellen Gletschereis und Firn die exogenen Rohformen der Reliefbildung.
An der Oberfläche werden Morphostrukturen durch exogene Vorgänge überformt, die sich von Erdgegend zu Erdgegend in Art und Umfang unterscheiden können. Durch exogene Vorgänge modellierte Morphostrukturen werden zu Morphoskulpturen, zu exogenen Realformen. Überall auf der Erde stammt die Energie für die exogen betriebene Modellierung der Morphoskulpturen letztlich von der Sonne.
Steinerne Morphostrukturen können verwittern. Dies stellt schon eine Form der exogenen Modellierung dar ist demnach bereits ein Schritt der Morphoskulpturierung. Die verwitterten Gesteine wandeln sich zu Regolithen und zu Böden. Die Regolithe und die Böden bilden zusammen mit noch unverwitterten oberflächlichen Gesteinen (Anstehendes) und mit Gletschereis und Firn die stofflichen Untergründe, in denen sich die Reliefsphäre ausbildet. Sie sind die Reliefträger. Somit formt sich die Reliefsphäre in der Dekompositionssphäre im engeren Sinne (Regolithe), der Pedosphäre (Böden), der Lithosphäre (anstehende Gesteine) und der Kryosphäre (Gletschereis und Firn). Häufig allerdings wird das Relief schon stark vorgegeben allein durch die Oberflächenform der Lithosphäre. Dieser lithosphärischen Oberflächenform folgen eventuell auflagernde Regolithe und Böden meistens bloß nach: Im Vergleich zum reliefprägenden Einfluss der Lithosphäre werden die Oberflächenformen durch Dekompositionssphäre i. e. S. und Pedosphäre in der Regel nur wenig modifiziert.
Zusammengefasst stellt sich die Reliefsphäre als ein Ort dar, in dem markante Schritte im globalen Kreislauf der Gesteine stattfinden. Denn an der Erdoberfläche geschehen Verwitterung, Abtragung, Transport und Sedimentation. Zur Erdoberfläche hin werden Sedimentite, Metamorphite und Plutonite aus großer Tiefe gehoben und treten zu Tage. Weiterhin erkalten eben hier die Vulkanite. Darüber hinaus erweist sich die Reliefsphäre als eine wichtige Einflussgröße der Mikroklimata:

„[Die Reliefsphäre ist] die im strengen Sinn nur zweidimensionale [Erdoberfläche] ohne eigentliche Dicke oder Mächtigkeit. Sie ist die Austauschfläche, auf der kurzwelliges Sonnenlicht in langwellige Wärmestrahlung umgesetzt wird und die deshalb in ihren unterschiedlichen Hangneigungen, Expositionsgegebenheiten und Höhenlagen eine hohe lokale oder regionale Klimawirksamkeit besitzt.“

### Gliederung
- Reliefsphärengliederung nach vorherrschendem reliefbildenden Vorgang:[39]

1. Reliefsphäre der Abtragungsgebiete: Die Gesamtheit des vor allem durch Abtragungsvorgänge geformten Reliefs.
2. Reliefsphäre der Transportgebiete: Die Gesamtheit des vor allem durch Transportvorgänge geformten Reliefs.
3. Reliefsphäre der Ablagerungsgebiete: Die Gesamtheit des vor allem durch Ablagerungsvorgänge geformten Reliefs.

- Reliefsphärengliederung nach Lage:[40]

1. Subaerische Reliefsphäre: Die Gesamtheit des Reliefs der terrestrischen Erdoberfläche. Es umfasst etwa 26 % der festen Außenfläche der Erde.[41] Hierzu zählt auch das Relief auf Gletschern und Inlandeismassen.[42]
2. Submarine Reliefsphäre: Die Gesamtheit des Reliefs der Oberfläche des Meeresgrunds. Es umfasst etwa 71 % der festen Außenfläche der Erde.[43]
3. Subglaziale Reliefsphäre: Die Gesamtheit des Reliefs unterhalb von Gletschern und Inlandeis. Es umfasst derzeit noch etwa 3 % der festen Außenfläche der Erde.
4. Litorale Reliefsphäre:[44] Die Gesamtheit des Reliefs im Übergang von submarinem und subaerischem Relief (randmarines Relief).